# 东新街道 (南昌县)
东新乡是中国江西省南昌市南昌县下辖的一个乡。

## 行政区划
东新乡共辖1个居委会和6个行政村，分别是：
东新街居委会、石歧村、河下村、利用村、东岳村、大洲村、小洲村。